# Петрос (Теннессі)
Петрос (англ. Petros) — переписна місцевість (CDP) в США, в окрузі Морган штату Теннессі. Населення — 459 осіб (2020).

## Географія
Петрос розташований за координатами 36°6′10″ пн. ш. 84°27′1″ зх. д. / 36.10278° пн. ш. 84.45028° зх. д. (36.102773, -84.450322).  За даними Бюро перепису населення США в 2010 році переписна місцевість мала площу 10,20 км², уся площа — суходіл.

## Демографія
Згідно з переписом 2010 року, у переписній місцевості мешкали 583 особи в 241 домогосподарстві у складі 164 родин. Густота населення становила 57 осіб/км².  Було 290 помешкань (28/км²).
Расовий склад населення:
| - 97,6 % — білих - 0,2 % — корінних американців - 0,2 % — азіатів |

До двох чи більше рас належало 2,1 %. Частка іспаномовних становила 0,0 % від усіх жителів.
За віковим діапазоном населення розподілялося таким чином: 23,8 % — особи молодші 18 років, 62,8 % — особи у віці 18—64 років, 13,4 % — особи у віці 65 років та старші. Медіана віку мешканця становила 41,5 року. На 100 осіб жіночої статі у переписній місцевості припадало 108,2 чоловіків;  на 100 жінок у віці від 18 років та старших — 98,2 чоловіків також старших 18 років.
Середній дохід на одне домашнє господарство  становив 38 915 доларів США (медіана — 30 556), а середній дохід на одну сім'ю — 38 727 доларів (медіана — 35 938). За межею бідності перебувало 22,6 % осіб, у тому числі 78,9 % дітей у віці до 18 років та 0,0 % осіб у віці 65 років та старших.
Цивільне працевлаштоване населення становило 161 особа. Основні галузі зайнятості: будівництво — 31,7 %, освіта, охорона здоров'я та соціальна допомога — 16,1 %, мистецтво, розваги та відпочинок — 14,3 %.